# 斜吻溪脂鯉
斜吻溪脂鯉，為輻鰭魚綱脂鯉目脂鯉亞目頂器脂鯉科的其一種，分布於南美洲奧里諾科河及亞馬遜河流域，體長可達8公分，棲息在底中層水域，生活習性不明。